# Котингтур
Котингтур (устар. Котун-Тур) — река в России, протекает по территории Сургутского района Ханты-Мансийского автономного округа. Длина реки — 50 км, площадь водосборного бассейна — 649 км²
Начинается из озера Лёккорынглор, лежащего на высоте 75,8 метра над уровнем моря. От истока течёт на юго-запад через сильно заболоченную местность мимо озера Няльвентумлор через урочище Вирсиюхъехим. Затем входит в область соснового леса и течёт по ней до устья. Устье реки находится в 135 км по левому берегу реки Пим на высоте 51 метр над уровнем моря.
Ширина реки в Вирсиюхъехима — 10 метров, глубина — 1,5 метра. У устья Ай-Котингтура эти величины равны соответственно 16 и 2,3 метра, вблизи устья реки — 12 и 1,2 метра. Скорость течения воды 0,4 м/с.
В бассейне реки располагается несколько археологических объектов. Один из них, селище Котингтур 4, расположен на месте хантыйского святилища Кот Мых.

## Притоки
Объекты перечислены по порядку от устья к истоку.
- Киуснэявин[5] (пр)
- Кульявин[5] (пр)
- 18 км: Ай-Котингтур[5] (лв)
- Сортынгъявин[5] (лв)
- Нэвиинкопъявин[5] (лв)
- 33 км: Ленитъявин[5] (лв)
- Коръявин[5] (пр)

## Данные водного реестра
По данным государственного водного реестра России относится к Верхнеобскому бассейновому округу, водохозяйственный участок реки — Обь от города Нефтеюганск до впадения реки Иртыш, речной подбассейн реки — Обь ниже Ваха до впадения Иртыша. Речной бассейн реки — (Верхняя) Обь до впадения Иртыша.
Код водного объекта — 13011100212115200045853.